# Kelso
Kelso (in gaelico scozzese Cealsaidh, in scots Kelsae) è una città del Regno Unito, in Scozia (Scottish Borders), situata alla confluenza tra i fiumi Tweed e Teviot. La città ha una popolazione di oltre 6 000 abitanti. Le principali attrazioni di Kelso sono l'abbazia e il Floors Castle, costruito su progetto dell'architetto William Adam e completato nel 1726. Il ponte di Kelso è stato progettato da John Rennie che in seguito ha costruito il London Bridge.
La città di Kelso nacque come conseguenza diretta della creazione della abbazia di Kelso nel 1128.
Il primo nome della città derivava dal fatto che il primo insediamento fosse su un affioramento di calcare di tipo chalk, e la città era conosciuta inizialmente come Calkou, sostituito in seguito nel nome attuale.

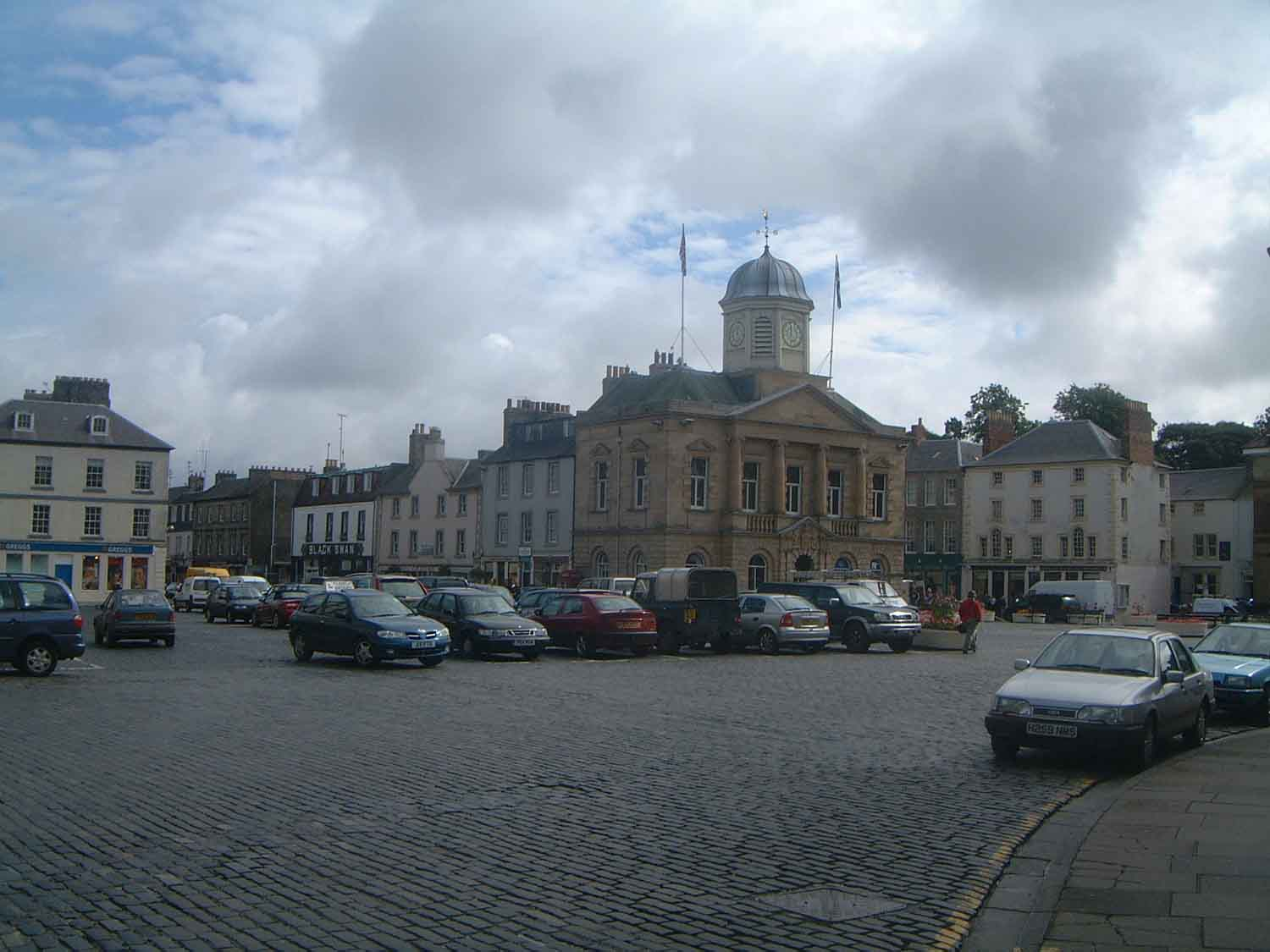
Piazza di Kelso.

Situata sulla riva opposta del Tweed rispetto allo scomparso borgo reale di Roxburgh, Kelso e il villaggio gemello di Wester Kelso erano collegati al borgo tramite un traghetto a Wester Kelso. Un piccolo villaggio esisteva prima della costruzione della abbazia nel 1128, ma l'insediamento fiorì solo dopo l'arrivo dei monaci. Molti erano abili artigiani e aiutarono la popolazione locale con l'espansione del villaggio. L'abbazia controllava molto della vita nel baronato dell'area di Kelso, chiamato Holydean, fino alla Riforma nel sedicesimo secolo. Da allora, il potere e la ricchezza dell'abbazia diminuirono. La famiglia Ker di Cessford presero possesso del baronato e di molti possedimenti dell'abbazia attorno al paese. Verso la fine del 1600 possedevano virtualmente l'intero paese.
In Roxburgh Street, all'esterno della Cooperativa Selkirk & Kelso, c'è un petrosomatoglifo a forma di ferro di cavallo dove il cavallo di Carlo Edoardo Stuart gettò uno dei ferri mentre cavalcava attraverso il paese sulla via di Carlisle nel 1745. Si dice anche che abbia piantato un cespuglio di rose bianche nel giardino del suo padrone di casa, i cui discendenti affermano che fiorisce ancora nel quartiere.
Sir Walter Scott frequentò la scuola elementare di Kelso nel 1783 e disse del paese, "è il più bel paese se non il più romantico della Scozia". Un altro luogo di interesse è il Cobby Riverside Walkche va dal centro al Floors Castle lungo le rive del Tweed passando dal punto dove confluisce il Teviot. Kelso presenta due ponti che attraversano il fiume Tweed. il "Rennie's Bridge" completato nel 1803 per sostituire un ponte precedente distrutto dall'alluvione del 1797, fu costruito da John Rennie di Haddington, che successivamente costruì il Waterloo Bridge di Londra di cui il ponte a Kelso ne rappresenta una precedente versione più piccola. Il ponte fu la causa di una rivolta locale nel 1854 quando gli abitanti di Kelso si rifiutarono di pagare il dazio anche quando il costo della costruzione era stato ripagato. tre anni dopo il dazio fu abolito. L'Hunter's Bridge, un chilometro a valle, è un ponte moderno costruito per accogliere il traffico pesante che ha danneggiato il Rennie's Bridge deviando i veicoli attorno al paese.
Tra gli abitanti famosi di Kelso si include l'ingegnere civile Sir James Brunlees (1816-1892) che costruì molte delle linee ferroviarie del Regno Unito così come progettò i moli di Avonmouth e Whiteheaven. Sir William Fairbairn (1789-1874) era un altro ingegnere che costruì la prima nave a vapore con scafo in ferro il Lord Dundas e costruì oltre 1000 ponti con il metodo dell'acciaio tubolare di cui fu pioniere. Thomas Pringle lo scrittore, poeta e abolizionista, nacque nella vicina
Blakelaw un podere di 500 acri quattro miglia a sud del paese di cui il padre era mezzadro.
Il paese ha molti sport e attività ricreative. Il fiume Tweed è rinomato per la pesca del salmone, vi sono due campi da golf da 18 buche così come una tracciato per le corse dei cavalli della National Hunt. il tracciato è noto come "la pista più amichevole della Bretagna", le prime corse in Kelso avvennero nel 1822.
Nel 2005 il paese ha ospitato il 'Convegno mondiale degli amici della 2CV' sulla spianata del vicino Floors Castle. Oltre 7000 invasero il paese e si dice che abbiano portato più di 2 milioni di sterline all'economia locale.
Secondo una lettera datata 17 ottobre 1788, 'I lavoratori ora impiegati nello scavo delle fondamenta di alcune case religiose situate su St. James' Green, dove la grande fiera annuale che ne porta il nome è ora tenuta nelle vicinanze del paese, hanno recuperato due bare in pietra le cui ossa erano intatte, vari pezzi di vetro dipinto, una moneta d'argento di Roberto II, e altre reliquie antiche.
La locale squadra di rugby, Kelso Rugby Football Club, è molto rispettata e il loro torneo annuale di rugby a 7 si svolge all'inizio di agosto. Tra i giocatori famosi del passato si ricordano John Jeffrey, Roger Baird, Andrew Ker e Adam Roxburgh, tutti facenti parte delle squadre a 7 che hanno dominato il circuito dei Borders negli anni ottanta, incluse molte vittorie al blue riband event al Melrose.

## Amministrazione

### Gemellaggi
Kelso è gemellata con:
- Kelso (Washington)
- Orchies